# Tomari (Russie)
Pour les articles homonymes, voir Tomari.
Tomari (en russe : Томари ; en japonais : 泊居町, Tomarioru) est une ville de l'oblast de Sakhaline, en Russie, et le centre administratif du raïon de Tomari. Sa population s'élevait à 3 812 habitants en 2022.

## Géographie
Tomari est située sur la côte occidentale de l'île de Sakhaline, à l'embouchure de la rivière Tomarinka, et à 167 km au nord-ouest de Ioujno-Sakhalinsk.

## Histoire
Tomari a été fondée en 1870. Après le traité de Portsmouth qui mit fin à la guerre russo-japonaise de 1904-1905, elle fut sous la souveraineté du Japon jusqu'en 1945, comme tout le sud de l'île de Sakhaline. Elle s'appelait alors Tomarioru. En 1945, elle devint soviétique, reçut le statut de ville et le nom de Tomari.

## Population
Tomari a connu une chute rapide de sa population depuis la Dislocation de l'Union soviétique. Recensements (*) ou estimations de la population :
| 1925  | 1935  | 1941   | 1959* | 1970* | 1979* | 1989* | 1992  |
| ----- | ----- | ------ | ----- | ----- | ----- | ----- | ----- |
| 6 061 | 8 865 | 11 777 | 9 909 | 7 889 | 7 797 | 8 121 | 8 300 |

| 1996  | 1998  | 2000  | 2001  | 2002* | 2003  | 2004  | 2005  |
| ----- | ----- | ----- | ----- | ----- | ----- | ----- | ----- |
| 7 600 | 7 100 | 6 700 | 6 600 | 5 338 | 5 300 | 5 200 | 5 079 |

| 2006  | 2007  | 2008  | 2009  | 2010* | 2011  | 2012  | 2013  |
| ----- | ----- | ----- | ----- | ----- | ----- | ----- | ----- |
| 4 944 | 4 843 | 4 733 | 4 658 | 4 541 | 4 500 | 4 354 | 4 177 |

| 2014  | 2015  | 2016  | 2017  | 2018  | 2019  | 2020  | 2021  |
| ----- | ----- | ----- | ----- | ----- | ----- | ----- | ----- |
| 4 033 | 3 955 | 3 858 | 3 774 | 3 810 | 3 761 | 3 771 | 3 788 |

| 2022  | - | - | - | - | - | - | - |
| ----- | - | - | - | - | - | - | - |
| 3 812 | - | - | - | - | - | - | - |

## Économie
Tomari possède quelques industries : travail du bois, papier, meubles, matériaux de construction, produits alimentaires.
Tomari se trouve sur le chemin de fer à voie étroite (1 067 mm) Kholmsk – Iljinski.